# Hani Fahs

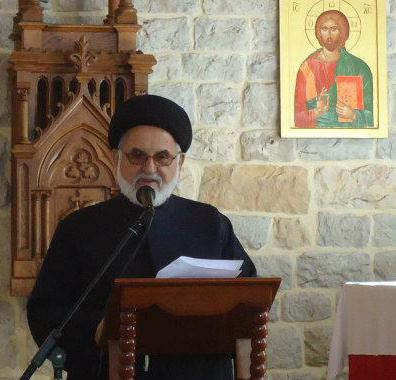
Hani Fahs

Scheich Seyyed Hani Fahs (arabisch هاني فحص, DMG Hānī Faḥṣ; * 1946; † 18. September 2014) war ein schiitischer Geistlicher im Libanon und Kritiker der Hisbollah.

## Leben
Er war Mitglied des Obersten Schiitenrats (المجلس الإسلامي الشيعي الأعلى) im Libanon, Gründungsmitglied des aus Sunniten, Schiiten und Christen aus der arabischen Welt zusammengesetzten Arabischen Komitees für den islamisch-christlichen Dialog (اللجنة العربية للحوار الإسلامي – المسيحي / Arab Committee for the Islamic-Christian Dialogue) und des Ständigen Ausschusses für den Libanesischen Dialog (Permanent Committee for the Lebanese Dialogue).
2009 wurde er in der Liste der 500 einflussreichsten Muslime des Prinz-al-Walid-bin-Talal-Zentrums für muslimisch-christliche Verständigung der Georgetown University und des Royal Islamic Strategic Studies Centre von Jordanien aufgeführt.
Er war einer der 138 Unterzeichner des offenen Briefes Ein gemeinsames Wort zwischen Uns und Euch (engl. A Common Word Between Us & You), den Persönlichkeiten des Islam an „Führer christlicher Kirchen überall“ (engl. „Leaders of Christian Churches, everywhere …“) sandten (13. Oktober 2007).

## Video
- Lebanese Shiite Scholar Hani Fahs: Iran and the Arab Regimes Use the Palestinian Cause as a Pretext – youtube.com